# Robert Kamieniarz
Robert Kamieniarz (ur. 1963) – polski inżynier, dr hab. nauk leśnych, profesor uczelni Katedry Łowiectwa i Ochrony Lasu Wydziału Leśnego Uniwersytetu Przyrodniczego w Poznaniu.

## Życiorys
W 1986 ukończył studia na Wydziale Zootechnicznym Akademii Rolniczej w Poznaniu, 11 października 1999 obronił pracę doktorską Ocena rozmieszczenia i liczebności populacji cietrzewia (Tetrao tetrix) w Polsce w latach 1982-94 oraz założenia do programu czynnej ochrony tego gatunku, 20 lutego 2014 habilitował się na podstawie pracy zatytułowanej Struktura krajobrazu rolniczego a funkcjonowanie populacji sarny polnej.
Piastuje stanowisko profesora uczelni Katedry Łowiectwa i Ochrony Lasu Wydziału Leśnego Uniwersytetu Przyrodniczego w Poznaniu.